# 帕查角
帕查角（英語：Patcha Point），是南極洲的海岬，位於葛拉漢地的丹科海岸，處於南森島南端，由比利時探險隊繪入地圖，現時由南極條約體系管理。